# Darnell Jackson
Darnell Edred Jackson (Oklahoma City, 7 novembre 1985) è un ex cestista e allenatore di pallacanestro statunitense.

## Carriera
È stato selezionato dai Miami Heat al secondo giro del Draft NBA 2008 (52ª scelta assoluta).

## Palmarès
- Campione NCAA (2008)
- Campionato ucraino: 1

Donec'k: 2011-12
- Supercoppa polacca: 1

Rosa Radom: 2016